# Kerron Clement
Kerron Clement (* 31. října 1985 Port of Spain, Trinidad a Tobago) je sportovec atlet, reprezentující od roku 2004 USA. Jeho specializací je běh na 400 metrů překážek, v rámci kterého se v roce 2007 na MS v Ósace stal mistrem světa. V roce 2009 na MS v Berlíně titul obhájil a v roce 2016 se v Riu de Janeiru stal za 47.73 s olympijským vítězem (v roce 2008 byl druhý za Angelo Taylorem). Jeho osobní rekord z roku 2005 má hodnotu 47,24 s.
Na světovém šampionátu v Londýně v roce 2017 získal v běhu na 400 metrů překážek bronzovou medaili.
Clement je také halovým světovým rekordmanem. V březnu roku 2005 překvapivě překonal deset let starý rekord legendárního Michaela Johnsona v halovém běhu na 400 metrů o 6 setin sekundy časem 44,57 s (mezičas na 200 metrů 21,08 s). Ve venkovních podmínkách však na hladké "čtvrtce" tak výrazných výkonů nedosahuje.
V roce 2019 oznámil, že je gay.

## Osobní rekordy
- 100 m 10,23 s (2007)
- 200 m 20,49 s (2007)
- 400 m 44,48 s (2007); v hale 44,57 s (SR, 2005)
- 110 m př. 13,77 s. (2002)
- 400 m př. 47,24 s. (2005)